# Zatoka żylna twardówki

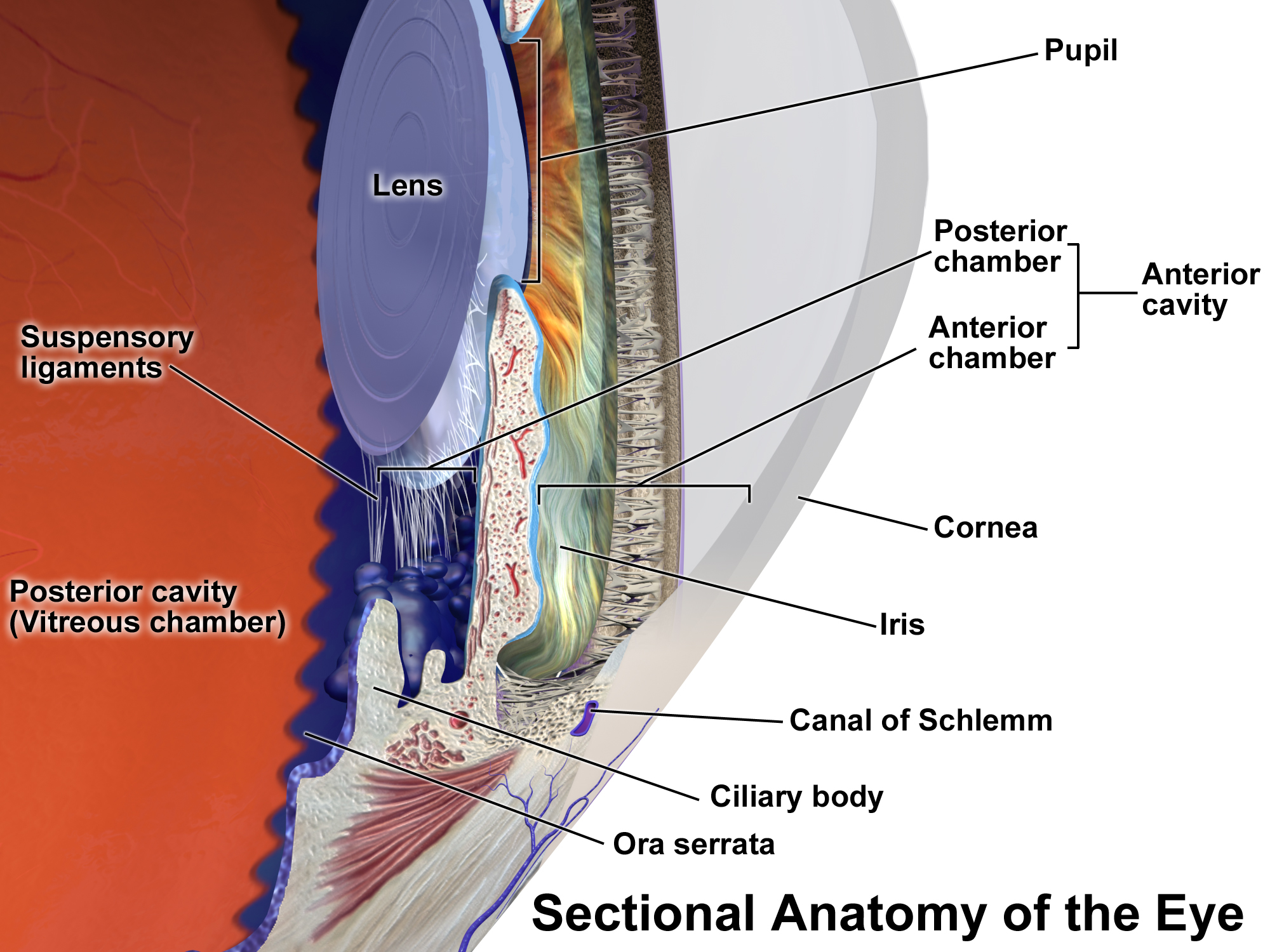
Zatoka żylna twardówki podpisana Canal of Schlemm.

Zatoka żylna twardówki, kanał Schlemma (łac. sinus venosus sclerae, canalis Schlemmi) – w anatomii człowieka kanał żylny w oku, na przekroju owalny, biegnący okrężnie wzdłuż całej granicy rogówkowo-twardówkowej w rowku twardówki; wysłany śródbłonkiem. Zatoka ograniczona jest warstwami twardówki, jej tylna ściana określana jest jako ostroga twardówki (calcar sclerae), ścianę przyśrodkową natomiast stanowi więzadło grzebieniaste (siateczka beleczkowa) kąta tęczówkowo-rogówkowego. Zatoka łączy przednią komorę gałki ocznej przez więzadło grzebieniaste z układem żył rzęskowych i spojówkowych, stanowiąc drogę odpływu cieczy wodnistej oka.
Nazwa eponimiczna upamiętnia niemieckiego anatoma Friedricha Schlemma.